# Gerard Christian
Gerard Robert Bromley Christian, (ur. 19 lutego 1870, zm. prawdopodobnie w czerwcu 1919) - polityk Pitcairn, burmistrz wysp w latach 1910-1919.
Christian był synem Alphonsa i jego żony Sary. Do końca życia był w związku małżeńskim z Helen, która była córką Eliasa i Mary.  
W 1910 roku, Christian został Magistrate na Pitcairn (ówczesna nazwa obecnego urzędu burmistrza) i urząd sprawował do śmierci, kiedy zastąpił go Charles Christian. Christian umarł prawdopodobnie w czerwcu roku 1919; zmarł w wyniku obrażeń, które doznał po jednym z upadków. Został pochowany 26 czerwca 1919 r. na Pitcairn.

## Potomkowie
Dzieci z małżeństwa Gerarda i Helen:
- Robert Elliott Christian (ur. 7 maja 1889, zm. ?)
- Amelia Jane Christian (ur. 8 marca 1892, zm. 9 grudnia 1908)
- John Lorenzo Christian (ur. 15 lipca 1895, zm. 28 czerwca 1984)
- Burnett Stanhope Christian (ur. 8 czerwca 1897, zm. ?)
- Reuben Tobe Stanhope Christian (ur. 19 maja 1899, zm. 22 maja 1915)
- Rita Arline Christian (ur. 24 października 1900, zm. 10 marca 1925)
- Elsa Christian (ur. 11 kwietnia 1902, zm. 6 września 1984)